# Ornithogalum orthophyllum
Ornithogalum orthophyllum là một loài thực vật có hoa trong họ Măng tây. Loài này được Ten. mô tả khoa học đầu tiên năm 1830.